# Gewerbeanmeldung

Gewerbeschein 1913 vom Bezirksausschuss Stralsund

Wandergewerbeschein 1913 vom Bezirksausschuss Stralsund

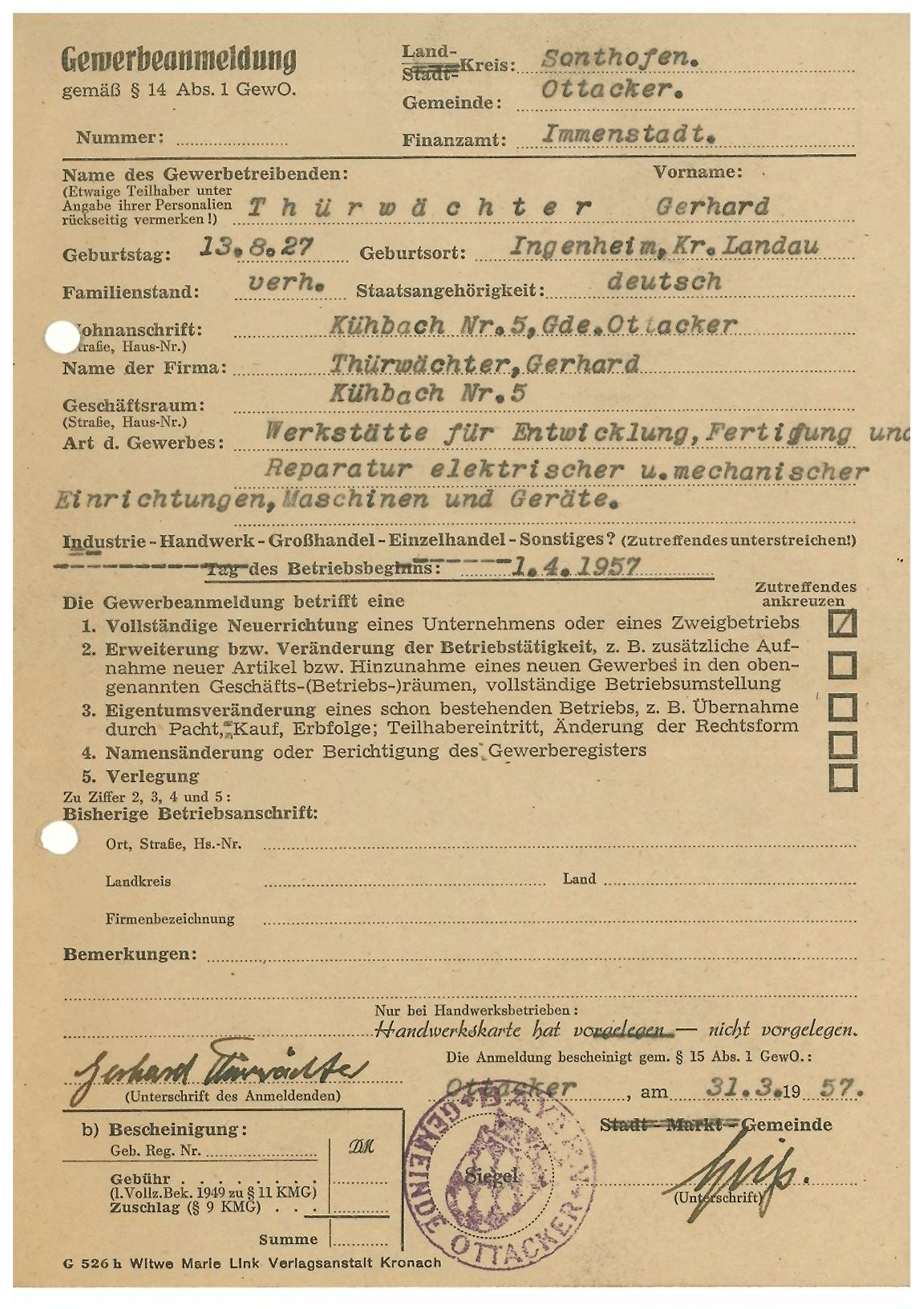
Gewerbeanmeldung von 1957

Eine Gewerbeanmeldung (oder Gewerbeanzeige) ist ein Vorgang, durch den ein Gewerbebetrieb bei der zuständigen Behörde angemeldet wird. Der Begriff bezeichnet zugleich das dafür verwendete Formular.

## Allgemeines
Wer ein Gewerbe betreiben will, muss dies nach § 14 Abs. 1 GewO der zuständigen Behörde vorher anzeigen. Diese Anzeige wird Gewerbeanmeldung oder Gewerbeanzeige genannt. Sie ist dort einzureichen, wo die Betriebsstätte oder der Geschäftssitz liegen soll. Eine Gewerbeanmeldung ist erforderlich für die erstmalige Einrichtung, Betriebsübernahme, Verlegung in eine andere Gemeinde, Gründung einer Zweigniederlassung, Wechsel der Rechtsform, Neuaufnahme von Gesellschaftern und Betriebsaufgabe.
Da das Gewerbeaufsichtsrecht zum Landesrecht gehört, sind in den einzelnen Ländern unterschiedliche Behörden zuständig, nämlich die Gemeinden oder Ordnungsämter.
Eine Gewerbeummeldung bezeichnet die Änderung der auf eine natürliche Person oder ein Unternehmen eingetragenen Gewerbe, ohne dass die Gewerbetätigkeit vollständig aufgegeben wird. Ein einzelner Gewerbezweck kann dabei nur neu hinzukommen oder entfallen. Erst wenn von einem oder mehreren Gewerbezwecken auch der letzte entfällt und somit der Gewerbebetrieb vollständig endet, ist dies eine Gewerbeabmeldung. Für beide Vorgänge können durch die zuständige Behörde eigene Formulare verwendet werden, die sich voneinander und von der Gewerbeanmeldung unterscheiden.

## Rechtsfragen
Jede Aufnahme einer selbständigen Gewerbetätigkeit ist in Deutschland anzeigepflichtig (§ 14 GewO), wobei die Rechtsform bereits feststehen muss. Die Anzeigepflicht besteht unabhängig davon, ob diese Tätigkeit haupt- oder nebenberuflich ausgeübt wird. Auch die Übernahme eines bereits bestehenden Gewerbebetriebes oder die Eröffnung einer weiteren Filiale muss angemeldet werden. Für einige Gewerbe wie das Reisegewerbe ist eine Erlaubnis erforderlich (siehe Abschnitt Besondere Zulassungsvoraussetzungen).
Nicht als Gewerbe zählen die Tätigkeiten als Freiberufler, die Urproduktion (das sind Land- und Forstwirtschaft, Garten- und Weinbau) sowie die Vermögensverwaltung des eigenen Vermögens (z. B. Vermietung, Verpachtung eigener Gebäude oder Grundstücke). Andere Tätigkeiten wie Fischerei und Bergwesen sind in der Gewerbeordnung von den Regelungen der Gewerbeordnung ausgenommen (§ 6 Abs. 1 GewO). Da ohne Gewerbeanmeldung das Finanzamt nicht vom Gewerbeamt informiert wird, müssen diese Tätigkeiten beim Finanzamt angemeldet werden. Je nach Art der nicht-gewerblichen Tätigkeit ist auch eine Erlaubnis oder Zulassung erforderlich.
Anmeldeweg
Der Gewerbetreibende teilt der Behörde durch die Anmeldung mit, dass er eine konkret zu bezeichnende gewerbliche Tätigkeit beginnt. Es handelt sich nicht um die Beantragung einer Genehmigung, da wegen der grundsätzlichen Gewerbefreiheit nur für bestimmte Branchen gesonderte Erlaubnisse nötig sind.
In Bayern, Hamburg und in Rheinland-Pfalz ist es möglich, das Gewerbe bei der Handelskammer, Handwerkskammer oder Industrie- und Handelskammer anzumelden. Diese Institutionen lassen die Erfassung der Daten für die Gründungsformalitäten im Internet zu. In Berlin ist die Gewerbeabteilung im Ordnungsamt des Bezirksamts zuständig oder das gesamte Anzeigeverfahren kann elektronisch und medienbruchfrei über das Portal des Einheitlichen Ansprechpartners Berlin online abgewickelt werden. Das Gewerbe ist in Nordrhein-Westfalen (NRW) bei den Gemeinden anzuzeigen. Alternativ kann die Gewerbeanzeige auch elektronisch über das Portal des Einheitlichen Ansprechpartners NRW eingereicht werden.
Mit der Anmeldung und Bestätigung (dem „Gewerbeschein“) erfolgt die Meldung durch Versenden der Durchschriften dieser Bestätigung an verschiedene Behörden wie Finanzamt, IHK oder Handwerkskammer, Krankenkasse, Arbeitsagentur, Berufsgenossenschaften, Bauordnungsamt und Steueramt. 
Darüber hinaus wird der Betrieb je nach Arbeitsschwerpunkt Mitglied der Industrie- und Handelskammer (IHK) oder der Handwerkskammer (HWK). Mit der Gewerbeanmeldung erfolgt die Eintragung in das kommunale Gewerberegister der Gemeinde. Zu diesem besteht das Gewerbezentralregister, in dem gewerberechtliche Verstöße zentral aufgezeichnet werden. Das Berliner Gewerberegister ist online einsehbar.

### Besondere Zulassungsvoraussetzungen
Für einige Gewerbe sind besondere Zulassungsvoraussetzungen erforderlich, dabei sind regionale Unterschiede möglich. Entscheidend sind die Angaben in der Gewerbeordnung und lokale Festlegungen durch Verordnung.
Erlaubnis nach der Gewerbeordnung:
- Betreiber einer Privatkrankenanstalt, privaten Entbindungsanstalt oder privaten Nervenklinik (§ 30 GewO).
- Zurschaustellung von Personen (§ 33a GewO).
- Betrieb von Spielhallen (§ 33c GewO).
- Pfandleihgewerbe (§ 34 GewO).
- Tätigkeiten im Bewachungsgewerbe (§ 34a GewO), auf Seeschiffen Zulassung gemäß § 31 GewO.
- Immobilienmakler (§ 34c GewO).
- Finanzanlagenvermittler (§ 34f GewO).
- Versicherungsvermittler (§ 34d GewO).
- Versicherungsberater (§ 34e GewO).
- Immobiliardarlehensvermittler (§ 34i GewO).
- Reisegewerbe nach §§ 55 ff. GewO (Reisegewerbekarte, teilweise gilt die Reisegewerbekarte als Gewerbeanmeldung. Genauere Angaben sind bei der Zulassungsbehörde, beim zuständigen Landratsamt oder der Gemeinde zu erfragen).

Erlaubnis aus anderen Gesetzen:
- Handel mit Waffen, Munition, Sprengstoff und Giften.
- Handel mit Wirbeltieren, Zoo, Tierheim, Hundeschule, Tierbörse, Zucht von Versuchstieren (§ 11 Tierschutzgesetz).
- Betrieb von Schank- oder Speisewirtschaften (Gaststättenerlaubnis nach § 2 Gaststättengesetz, falls örtlich noch anwendbar).
- Betrieb von Taxiunternehmen, Fahrschulen, Güterkraftverkehrsunternehmen.
- Personaldienstleistungen und Arbeitnehmerüberlassung.
- Buchführungshelfer.
- Inkassounternehmen.
- Pflegedienste.
- Handwerk, insbesondere Zulassung als Meister oder ähnliche Qualifikationen.

Für diese Gewerbe müssen die persönliche Zuverlässigkeit sowie die Fachkenntnisse und gegebenenfalls bestimmte räumliche Verhältnisse nachgewiesen werden.

## International
In Österreich müssen die folgenden Voraussetzungen für jede Gewerbeart erfüllt sein:
- Österreichische Staatsbürgerschaft oder EU-/EWR-Staatsangehörigkeit (→ Unionsbürgerschaft) oder eine Aufenthaltsberechtigung bei Drittstaatsangehörigen;
- es dürfen keine Ausschließungsgründe nach § 13 GewO vorliegen, wie Konkurs, Finanzstrafdelikte, Vorstrafen.[4]
- Volljährigkeit.

Soll das Gewerbe von einer Gesellschaft ausgeübt werden, müssen diese Voraussetzungen von allen Gesellschaftern mit maßgeblichem Einfluss auf die Gesellschaft nachgewiesen werden. Dies gilt nur bei Personengesellschaften. Bei Kapitalgesellschaften genügt es, wenn der Geschäftsführer eine Befähigung für das Gewerbe besitzt. Bei beiden Gesellschaftsformen genügt es auch, wenn ein Dienstnehmer, der mindestens die halbe Normalarbeitszeit beschäftigt und außerdem voll sozialversichert ist, eine solche Gewerbeberechtigung besitzt. Nur dann wird der Gewerbeschein auf die Gesellschaft ausgestellt. Übt die Gesellschaft ein Gewerbe aus, für das die Einbringung eines Befähigungsnachweises vorgeschrieben ist, ist der Befähigungsnachweis von einem gewerberechtlichen Geschäftsführer zu erbringen.
Der gewerberechtliche Geschäftsführer ist der Gesellschaft gegenüber für die fachlich einwandfreie Ausübung des Gewerbes und der Behörde gegenüber für die Einhaltung der gewerberechtlichen Vorschriften verantwortlich. Die Gesellschaft muss dem gewerberechtlichen Geschäftsführer eine dieser Stellung entsprechende selbstverantwortliche Anordnungsbefugnis erteilen. Verwaltungsstrafen wegen Übertretung gewerberechtlicher Vorschriften werden gegen den gewerberechtlichen Geschäftsführer verhängt.
Die Schweiz kennt kein bundeseinheitliches Gewerberecht, wie es in der deutschen oder österreichischen Gewerbeordnung zu finden ist. Bestimmte Tätigkeiten oder Berufe sind reglementiert und erfordern, dass ein Bewilligungsgesuch gestellt wird. Für reglementierte Tätigkeiten sind keine besonderen Qualifikationen erforderlich. Die Gewährung der Bewilligung hängt von Kriterien wie der Reputation, der Etablierung einer Beaufsichtigung (Vermögensverwalter) oder dem Vorhandensein einer Zulassungsbeschränkung (Reisendengewerbe) ab. Für reglementierte Berufe (Notar, Arzt) ist dagegen der Abschluss einer speziellen Ausbildung erforderlich oder der Nachweis von Berufserfahrung in dem Bereich. Einige Tätigkeiten sind auf Bundesebene reglementiert, andere auf kantonaler Ebene. Wer selbstständig werden will, muss ein Anmeldeformular ausfüllen, das der Ausgleichskasse einzureichen ist. Diese verleiht den Status des Selbstständigerwerbenden.